# 健康幼稚園火燒車事件
健康幼稚園火燒車事件，為1992年5月15日上午11時40分，發生在臺灣桃園縣平鎮市（今桃園市平鎮區）的一起重大遊覽車火燒車事故。起火的遊覽車為一輛載有臺北市私立健康幼稚園的53名師生及家長的遊覽車，預計將前往新竹縣六福村主題遊樂園進行校外旅遊教學活動，在行經桃園縣平鎮市中興路時因短路起火燃燒，統計共造成23人死亡、9人輕重傷。
本事件為臺灣在2016年7月19日國道二號火燒車事件之前，死傷最嚴重的單一遊覽車火燒車事件。罹難者之中，老師林靖娟（1960年12月15日—1992年5月15日）因搶救車上的學童而身亡，被入祀臺北市忠烈祠，為第一位入祀忠烈祠的平民。

## 事故經過
臺北市私立健康幼稚園原訂於1992年5月8日舉辦新竹縣六福村主題遊樂園校外旅遊教學活動，由董事長吳文道及園長楊聰慧（吳文道之妻）擔任總領隊，總務主任趙國芳則負責租用遊覽車。其原本並打算向臺北市雙田遊覽公司租用5輛遊覽車，但因該公司車輛不夠，因此另向臺北市泰北交通公司租借2輛，並將活動順延到1992年5月15日。所以事件當天，並非使用健康幼稚園的褓姆車。
1992年5月15日上午11時40分，其中一輛由泰北交通公司司機楊清友駕駛的遊覽車（車牌號碼AA-581），載有家長、學生及老師共53人，在行經桃園縣平鎮市中興路時，車輛震動加上電源變壓器的老舊使電源線發生短路、致使電線走火並引燃車內易燃物及爆炸。此時楊清友開啟右前門讓乘客逃離，並擠向後座欲開啟安全門；惟因間距太小，且遊覽車安全門把手年久失修，致反鎖卡住而無法打開，遂踢破安全門玻璃先行爬出車外。
而遊覽車隨車小姐于桂英及健康幼稚園老師黃加添至遊覽車行李廂拿滅火器嘗試滅火，但是滅火器已逾期超過3年，無法使用。此時經過的路人鄒年庭、彭華君、邱春模、陳盛勳（前桃園縣議員）等人，連同幼稚園老師林靖娟、司機楊清友搶救受困於火場中的乘客，並同時報警。消防隊雖然於當天中午12時10分將火勢撲滅，但遊覽車幾已全部燒毀。此事件造成兩位學生家長、老師林靖娟及二十位孩童罹難。
由於此事件死者多數為幼稚園兒童，因此常被誤解為是火燒褓姆車，實際上是大型遊覽車。健康幼稚園事前未察覺到他們為戶外教學活動所租借的遊覽車是違法改裝的。

## 家屬指控及檢警初步調查
注意：本節僅係案發當時家屬之質疑及檢警初步之調查，實際情形應以最後法院判決所認定之事實為準。

### 遊覽車公司部分
事故發生後隔天，臺灣桃園地方法院檢察署檢察官侯寬仁連同臺北市監理處車輛檢查人員至現場勘驗，指出事故的遊覽車車齡已達7年，並發現經營者為增加載客數，指示司機至汽車座椅廠非法更換及加裝座椅，導致座椅扶手變小；另外也改裝安全門把手且安全門上無使用說明標示，司機更沒有行前檢查安全門，使得失火時後座乘客逃生無門。
該車的電源變壓器損壞後，經營者指示司機至汽車保養廠更換了一個庫存3年且無自動斷電設備的中古電源變壓器。司機隨意丟棄煙蒂，加上車輛巔坡震動引發老舊的電源線發生兩次短路，終引起電線走火。經營者要求司機自備噴漆補修車輛外部刮痕，但司機將噴漆、液態瓦斯等易燃物直接放置於座椅下，導致遊覽車電線走火後增加火勢。 
另外，經檢警根據證人證詞初步判斷，泰北交通公司為節省成本，極少更換車輛的老舊設備。例如事故車輛之滅火器早已逾期3年，竟仍堆置於車體外的行李廂上，以致失火時完全派不上用場。而司機駕駛之事故遊覽車自行脫隊，以致於荒涼路段失火時無法獲得其他同行的人員協助搶救。
此外，臺北市監理處還查出，泰北交通公司其餘5輛遊覽車在安全門開啟及滅火器使用期限方面都有瑕疵。

### 幼稚園部分
事故發生後，罹難者家屬們指出，健康幼稚園未事先針對間接出車的泰北交通公司進行遊覽車車輛徵信工作，甚至對直接洽辦的雙田遊覽公司擁有車輛數等一無所知；雙田遊覽公司告知園方因車輛數不足需調派泰北交通公司的車輛2部，園方亦無異議；由此可見，園方並無針對遊覽車車輛與司機等進行徵信工作，以致不能事先阻止聘用因不負責任、服務態度差、精神狀態欠佳的司機等疏失。罹難者家屬們並指出，健康幼稚園未與雙田遊覽公司簽訂租賃契約，甚至未會同交通公司司機或承辦人進行車輛行駛前的安全檢查。 
經檢警根據證人證詞初步判斷，失事當日雨勢頗大，雖有學生家長建議園方取消或延後行程，但仍未事先勘查場地與模擬路線下臨時更改地點。而幼稚園負責人與園長均未同行，肇事司機一出發就脫隊，園所領隊卻毫不知情，一直到發生事故後方才知曉；事故發生後，園所亦未通知學生家長，有些學生家長是前往園所接送學生時才知曉，園中僅留資淺的老師及行政主管留守，毫無危機處理能力。
而健康幼稚園在舉行校外教學活動時及行政上有明顯疏失，1992年8月被臺北市政府教育局撤銷立案並命令停止招生。

## 民事與刑事責任
刑事責任方面，1992年12月28日，遊覽車司機楊清友、泰北交通公司負責人連麗雲被臺灣桃園地方法院宣判兩人「業務過失致死罪」、「遺棄致死罪」及「公共危險罪」成立，處有期徒刑四年六月。隨後在1993年9月17日臺灣高等法院更審，宣判楊、連兩人業務過失致死罪成立，楊清友處有期徒刑四年、連麗雲處有期徒刑三年確定。
1995年2月22日，臺灣臺北地方法院宣判健康幼稚園董事長吳文道、園長楊聰慧、總務主任趙國芳三人業務過失致死罪成立，處有期徒刑三年。但吳文道等三人提出上訴，後又歷經中華民國最高法院發回臺灣高等法院六次更審及檢察官上訴等冗長攻防過程。最後在2004年12月31日，最高法院駁回吳文道等等三人對臺灣高等法院更六審之上訴，維持臺灣高等法院原判，吳文道處有期徒刑一年二月，楊聰慧處有期徒刑八月、緩刑三年，趙國芳處有期徒刑六月確定。臺灣高等法院認定，吳文道等三人主辦此次活動，出發前楊聰慧並未到場察看，吳文道、趙國芳均未察看遊覽車的滅火器等安全設備及是否放置危險物品，是造成23人死亡的原因。
民事責任方面，當時吳文道及楊聰慧雖然與傷者及罹難者家屬達成協議，卻為逃避賠償而事先變賣房地產，誘使家屬與其和解後隨即跳票並銷聲匿跡，僅寄給傷者及罹難者家屬一封限時信。信中指責泰北交通公司害死人，卻隻字未提跳票原因與解決辦法。傷者及罹難者家屬當時已委託律師提出損害債權的自訴，雖然訴訟結果判定吳文道夫婦無損害債權之罪，但其行為毫無省悟之心與解決問題的誠意。
此火燒車事件之刑事判決，歷時12年才定讞，是臺灣司法史上罕見的紀錄。不少傷者及罹難者家屬們對於判決結果表達了不滿，甚至曾一度向立法委員高金素梅、李顯榮，以及先後任職過臺北市市長與中華民國總統的陳水扁、馬英九陳情。

## 社會反應
時任中華民國總統兼中國國民黨主席李登輝及時任行政院院長郝柏村對於林靖娟女士捨身救人的義行感到敬佩，李登輝更邀請雕刻家蒲添生為林靖娟與不幸罹難的20位學生及2位學生家長雕塑紀念雕像。紀念雕像於1998年9月28日（教師節）正式完成，像高約370公分，置於美術公園以表揚林靖娟女士之壯烈義行，並供後人紀念。
至於罹難者家屬與當時擔任立法委員的林志嘉等社會熱心人士，在1993年4月3日共同發起成立了靖娟兒童安全文教基金會，積極投入推動與兒童安全相關的法令修正及教育宣導、協助兒童安全意外傷害事件善後處理等，並提高社會大眾對兒童安全的重視。1999年9月3日（軍人節），臺北市忠烈祠將林靖娟的牌位入祀，林靖娟女士成為第一位入祀忠烈祠的非中華民國國軍軍人烈士，而靖娟兒童安全文教基金會更在2000年成立酒藥毒後駕車防治協會。
此外，1992年5月29日國立編譯館決定，將林靖娟女士捨身救人之壯烈義行列入1993年2月出版的教科書《國民小學生活與倫理》第四冊（五年級下學期專用）第七單元〈林靖娟老師——負責〉，使之懿範長存。
林靖娟老師畢業於臺北縣私立智光高級商工職業學校、臺灣省立臺北師範專科學校二年制夜間部幼稚教育師資科（今國立臺北教育大學幼兒與家庭教育學系）。國立臺北教育大學於1992年12月在該校圖書館6樓成立「林靖娟老師紀念圖書室」，以紀念捨身救人的畢業校友林靖娟老師。

## 事件影響
- 事發之後，中華民國教育部立即下令：所有幼稚園校外旅遊教學活動，範圍不得超過該縣市；各級學校之校外旅遊教學活動，租用車輛之車齡不得超過3年。
- 事發之後，因為臺灣媒體在敘述時常會把「火燒遊覽車」於標題寫成更悚動的「火燒娃娃車」，造成後續常被社會大眾和後續媒體報導錯誤繼續引用及敘述。實際上，娃娃車與大型遊覽車是不同型態與車體。
- 侯友宜獨子於此事件喪生。
- 竹聯幫殺手劉煥榮（與本事件無關）臨刑前向獄方表示：「我不是英雄，黑道沒有英雄，幼稚園火燒遊覽車事件中喪生的林靖娟老師才是英雄！」
- 交通部公路總局決定修法，將安全門及滅火器、車用電器設備（含電視機及冰箱），以及車內是否有放置易燃物等，深度納入遊覽車定期檢驗。《道路安全規則》第39條因此於1992年11月15日修正發布。[9]
- 中華民國交通部決定在事發後三個月內完成修法，限制違規大客車在道路上行駛。
- 1995年5月，臺北市政府將每年5月15日定為「臺北市兒童安全日」。2007年4月30日，靖娟兒童安全文教基金會執行長林月琴致函總統陳水扁，籲請將每年5月15日定為「全國兒童安全日」[10]。2007年5月，中華民國內政部將每年5月15日定為「全國兒童安全日」。
- 桃園市政府目前正考慮在當年事發地附近，增設「林靖娟老師紀念公園」[11]。

## 参阅
- 靖娟兒童安全文教基金會—健康幼稚園火燒車事件始末 （页面存档备份，存于）
- 2005年11月26日 三立新聞臺 福爾摩沙事件簿—火燒娃娃車十三年
- 2005年1月1日東森新聞報—健康幼稚園火燒車意外　12年官司終定讞
- 2005年1月1日自由時報—纏訟12年 健康幼稚園火燒車案定讞
- 2005年1月1日TVBS新聞—健康幼稚園火燒車 纏訟12年定讞 （页面存档备份，存于）
- 2003年8月6日東森新聞報—健康幼稚園火燒車案 負責人吳文道判一年二月
- 2003年8月6日TVBS新聞—健康幼稚園火燒車意外 更六審宣判 （页面存档备份，存于）
- 2010年11月6日 中天新聞臺 臺灣大搜索—火燒娃娃車23死　變電箱走火釀禍
- 2016年7月20日 自由時報 獨子也死於火燒車 侯友宜悲痛訴4字 （页面存档备份，存于）

## 外部連結
- 靖娟兒童安全文教基金會 （页面存档备份，存于）